# Central Karoo
Central Karoo (englisch Central Karoo District Municipality, afrikaans Sentraal Karoo-distriksmunisipaliteit, deutsch: Zentralkaroo) ist ein Distrikt innerhalb der südafrikanischen Provinz Westkap. Der Sitz der Distriktverwaltung befindet sich in Beaufort West. Bürgermeister ist I. J. Windvogel.
Der Name bezieht sich auf die geografische Lage des Distriktgebiets. Es befindet sich im Zentrum der Karoo-Landschaft. Karoo ist ein Khoi-Wort und bedeutet „trocken“ oder „hart“.

## Gliederung
Die Distriktgemeinde wird von folgenden Lokalgemeinden gebildet:
- Beaufort West
- Laingsburg
- Prince Albert

Größere Städte sind Beaufort West und Laingsburg.

## Nachbargebiete
Die Nachbardistrikte sind:
- Pixley Ka Seme, Provinz Nordkap
- Sarah Baartman, Provinz Ostkap
- Garden Route
- Cape Winelands
- Namakwa, Provinz Nordkap

## Demografie
Im Jahre 2011 hatte der Distrikt 71.011 Einwohner in 19.076 Haushalten auf einer Gesamtfläche von 38.854 km². Davon waren 76,15 % Coloureds, 12,74 % schwarz, 10,13 % weiß, 0,42 % Asiaten bzw. Inder und 0,55 % andere.